# Christian Frain de la Gaulayrie
Christian Frain de La Gaulayrie, né à Saint-Pol-de-Léon le 6 novembre 1916 et mort à Vitré le 31 mars 1989, est un peintre français postimpressionniste. Peintre de marines, de paysages animés, peintre à la gouache, aquarelliste, dessinateur, graveur et illustrateur.

## Biographie
Christian Frain de La Gaulayrie est le petit-fils de l'historien Édouard Frain de la Gaulayrie. Après une scolarité à Saint François-Xavier de Vannes, il intègre l'École régionale des beaux-arts de Rennes en octobre 1935, où il obtient le 1er prix de peinture en 1937 et le 1er prix de gravure à l’eau forte en 1938. En 1939, il est diplômé de l'École nationale supérieure des arts décoratifs de Paris, où il rencontre celle qui deviendra sa femme après la guerre, Christiane, née Tabariés de Grandsaignes (Elle est une arrière-petite-fille du sculpteur Victor Paillard). 5 enfants naîtront de cette union. Prisonnier de guerre de 1940 à 1945 sous le matricule 1446 avec le grade d'Aspirant, il séjourne notamment à l’oflag XIIIA de Nuremberg, puis au Stalag I-A  de Stablack, près de Königsberg (actuelle Kaliningrad), en Prusse Orientale, où il réalise des décors de théâtre, une illustration des « Poèmes de la Mer » d’A. de Vigny, « Ronces d’Exil » de Ch. Lambert, ainsi que des affiches au profit du Secours Belge. Lauréat du concours de professeur de dessin d’art de la Ville de Paris, il enseigne le Dessin d'Art (écoles primaires et collèges), et reçoit à ce titre les Palmes Académiques en 1976. Au cours de 40 années de séjours estivaux à Arcachon, il se lie d'amitié avec Jean Aufort, tous deux exposeront régulièrement à la galerie municipale de cette ville. Retraité à Vitré, il enseigne bénévolement à l’Atelier de Dessin et de Peinture, au centre culturel de cette ville. Il repose au cimetière d'Auteuil (Paris XVIe). Le Groupe Artistique Du Pays de Vitré remet chaque année le prix Frain de la Gaulayrie, dans le cadre du Prix interrégional de peinture de la ville de Vitré.

## Œuvre
Christian Frain de la Gaulayrie est inspiré par la mer, les bateaux et le littoral. Saint Pol de Léon (« souvenez-vous de vos vacances heureuses » disait-il), la Bretagne en général et Arcachon, figurent majoritairement dans son œuvre. Les matières qu'il emploie sont diverses : l'huile, l'aquarelle, le crayon, le fusain, la sanguine, la plume, la gouache (majoritairement) mais encore le stylo ou le feutre qui lui tombent sous la main.
- 1942 : Illustration des Poèmes de la mer d’Alfred de Vigny aux éditions Jacques Vautrain.
- 1943 : Illustration des Ronces d’Exil de Charles Lambert aux éditions Jacques Vautrain
- 1946 : Illustration de Germinal d'Émile Zola aux éditions Jacques Vautrain.
- 1966 : Mosaïque du foyer du lycée agricole et aquacole de Bréhoulou à Fouesnant, dans le cadre du 1 % artistique.

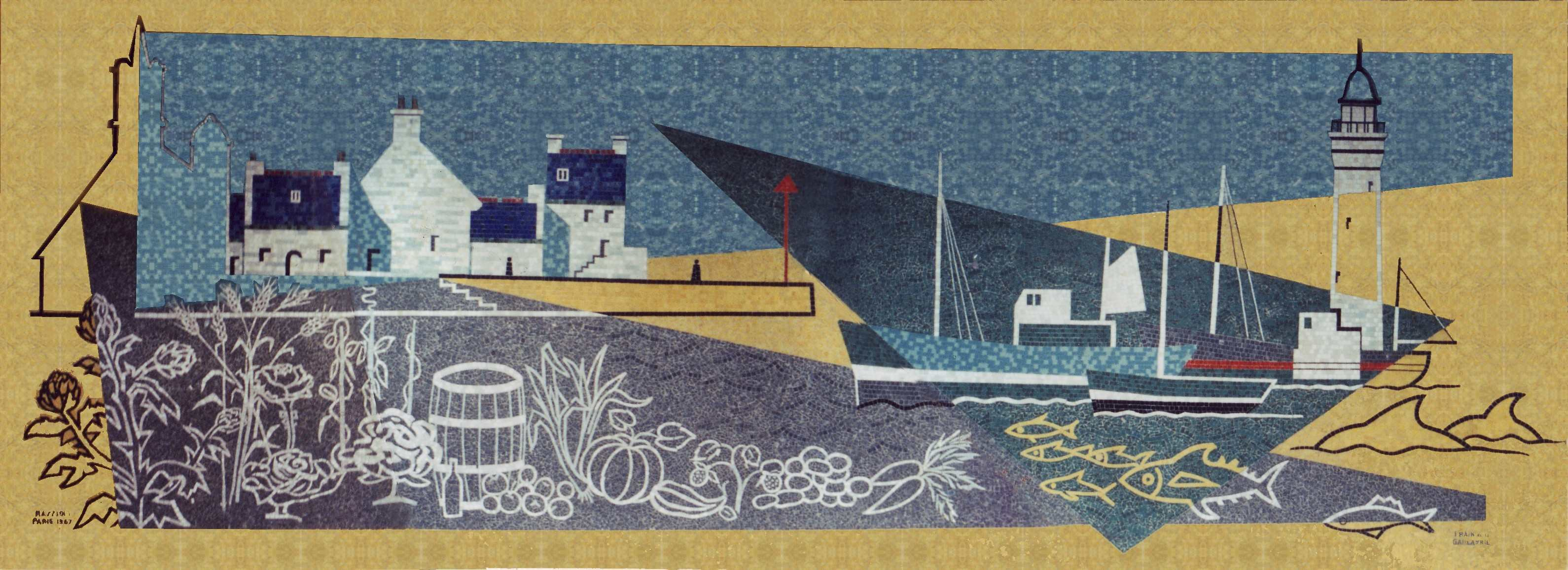
Fresque du lycée agricole de Brehoulou

- 1975 : Le Sénat lui commande une aquarelle, pour sa carte de vœux de 1976.
- 2 tableaux achetés par la mairie de Vitré font partie des possessions du musée de cette ville

## Expositions
- Salon des Artistes du 16e 1984 (Paris)
- Dijon 19xx
- Salon de la Marine de 1956-1966-1968 (Paris)
- Salon du Dessin et de la Peinture à l’Eau 19xx (Paris)
- Mairie d’Arcachon de 1978 à 1985
- Salon des Artistes du Bassin de 1970 à 1985 (Arcachon)
- Galerie « Le laque dans le décor » 19xx (Paris)
- BNP agence d'Auteuil 19xx (Paris)
- Vitré, salle du Temple,1985
- CEE Vitré 19xx
- Galerie des Beaux-Arts de Rennes 1951 - 1980
- Salon National de l’Association Des Membres des Palmes Académiques 1985(Paris)
- Halle polyvalente 1985 (Vitré)
- Rétrospective en hommage posthume, mai 1990, Salle du Temple, Vitré (Ouest France, édition Vitré, 21 mai 1990)
- Rétrospective à l'occasion du centenaire de sa naissance, octobre 2016, Salle du Temple, Vitré (Ouest France, édition Vitré, 26 octobre 2016)

## Distinctions et récompenses
- 1937: 1er Prix de peinture, École régionale des beaux-arts de Rennes
- 1938: 1er Prix de gravure à l'eau forte, École régionale des beaux-arts de Rennes, professeur: Raoul David
- 1976:  Chevalier de l'ordre des Palmes académiques
- 1984: 1er Prix de peinture au Salon des Artistes du XVIe (Paris)
- 1985: 1er Prix d'aquarelle au Salon de la Promotion Violette, de l'Association des membres de l'ordre des Palmes académiques

## Commentaires
- Manoir de la Gaulayrie: voir le commentaire sur la page d'Edouard Frain de la Gaulayrie.

## Famille
La Famille Frain de La Gaulayrie fait partie des Familles subsistantes d'ancienne bourgeoisie française, originaire de Vitré, en Ille-et-Vilaine.

 Voir la page consacrée à la Famille Frain